# Новая Казачья (платформа)
Новая Казачья (укр. Нова Козача) — железнодорожная платформа Южной железной дороги, находящаяся на окраине посёлка Казачья Лопань. Платформа имеет важное значение для дачных перевозок. Поезда дальнего следования, а также некоторые пригородные по платформе Новая Казачья не останавливаются.

## Путевое развитие
Чётный и нечётный пути перегона Казачья Лопань-Слатино.

## Сооружения
Здание вокзала с кассой, отреставрированное в 2006 г.

## Поезда
Участок Харьков-Белгород обслуживается электропоездами ЭР2, ЭР2Р, ЭР2Т депо Харьков и ЭР2, ЭД4, ЭД4 м депо Белгород. В нечётном направлении поезда идут до станции Харьков-Пассажирский, в чётном — до станций Казачья Лопань, Наумовка, Белгород.